# Rizosfera

A rizosfera é a região onde o solo e as raízes das plantas entram em contato. O número de microrganismos na raiz e à sua volta é muito maior do que no solo livre; os tipos de microrganismos na rizosfera também diferem do solo livre de raiz.
Técnicas de microscopia eletrônica permitem que os microbiologistas observem os microrganismos diretamente na superfície das raízes. Na rizosfera as bactérias são os microrganismos predominantes. O crescimento bacteriano é estimulado por nutrientes como aminoácidos e vitaminas liberadas do tecido radicular. As bactérias que requerem aminoácidos para o crescimento ocorrem em maior número na rizosfera do que em solo livre de raiz. Os produtos do metabolismo microbiano que são liberados na rizosfera afectam o crescimento das plantas. Desta forma, uma troca de nutrientes ocorre entre o sistema radicular da planta. A rizosfera é um sistema biológico extremamente complexo e há uma grande parte ainda para ser aprendida sobre as interações plantas-microrganismos.